# Bathippus elaphus
Bathippus elaphus là một loài nhện trong họ Salticidae.
Loài này thuộc chi Bathippus. Bathippus elaphus được Tord Tamerlan Teodor Thorell miêu tả năm 1881.